# Claviceps
Claviceps este un gen de ciuperci parazite care aparțin familiei Clavicipitaceae.
În acest gen au fost încadrate după Pažoutová (2004) următoarele specii:
- Claviceps africana
- Claviceps citrina
- Claviceps cynodontis
- Claviceps fusiformis
- Claviceps gigantea
- Claviceps maximensis
- Claviceps paspali
- Claviceps purpurea
- Claviceps pusilla
- Claviceps sorghi
- Claviceps sulcata
- Claviceps omicopreoides
- Claviceps grohii
- Claviceps phalaridis (Cepsiclava phalaridis)
- Claviceps sorghicola
- Claviceps viridis
- Claviceps zizaniae